# Ґус Ворґ
Ґус Ворґ (англ. Gus Voerg, 7 червня 1870 — 21 квітня 1944) — американський академічний веслувальник.
Бронзовий призер Олімпійських Ігор 1904 року в складі розпашної четвірки без стернового.